# 静岡市立中田小学校
静岡市立中田小学校（しずおかしりつ なかだしょうがっこう）は、静岡県静岡市駿河区中田二丁目にある公立小学校。

## 沿革
- 1937年4月：静岡市立中田尋常小学校開校
- 1945年6月：戦火により校舎焼失
- 1945年11月：静岡森下国民学校（現・静岡市立森下小学校）に統合
- 1949年4月：中田107番地（現在地）に新校舎完成。森下小学校より分離
- 1966年6月1日：住居表示実施により中田二丁目14番１号となる
- 1976年5月：「中田の森」完成

## 通学区域
| 葵区 - 黒金町 | 駿河区 - 泉町 - 稲川一丁目の一部 - 大坪町 | - 中田本町 - 中田一丁目・二丁目 - 中田三丁目・四丁目のそれぞれ一部 - 馬渕二～四丁目 |

## アクセス
- しずてつジャストラインみなみ線 ｢中田小学校｣停留所から、徒歩1分

## 関係者
出身者
- 秋篠宮妃紀子（皇族、親王妃）